# Romont (Vosges)
Romont is een gemeente in het Franse departement Vosges in de regio Grand Est en maakt deel uit van het arrondissement Épinal. De gemeente telde 362 inwoners op 1 januari 2022.

## Geschiedenis
De gemeente maakte tot 2015 deel uit van het kanton Rambervillers. Toen het kanton werd opgeheven op 22 maart 2015 werd Romont opgenomen in het kanton Charmes.

## Geografie
De oppervlakte van Romont bedraagt 19,26 vierkante kilometer; Op 1 januari 2022 was de bevolkingsdichtheid 18,8 inwoners per km².
De onderstaande kaart toont de ligging van Romont met de belangrijkste infrastructuur en aangrenzende gemeenten.

## Demografie
Onderstaande figuur toont het verloop van het inwonertal.
Avillers · Avrainville · Battexey · Bettegney-Saint-Brice · Bettoncourt · Bouxières-aux-Bois · Bouxurulles · Brantigny · Bult · Chamagne · Charmes · Châtel-sur-Moselle · Clézentaine · Damas-aux-Bois · Deinvillers · Derbamont · Essegney · Évaux-et-Ménil · Fauconcourt · Florémont · Gircourt-lès-Viéville · Gugney-aux-Aulx · Hadigny-les-Verrières · Haillainville · Hardancourt · Hergugney · Jorxey · Langley · Madegney · Marainville-sur-Madon · Moriville · Moyemont · Nomexy · Ortoncourt · Pont-sur-Madon · Portieux · Rapey · Regney · Rehaincourt · Romont · Rugney · Saint-Genest · Saint-Maurice-sur-Mortagne · Saint-Vallier ·Savigny · Socourt · Ubexy · Varmonzey · Vincey · Vomécourt · Vomécourt-sur-Madon · Xaronval